# Estación de Nelas
La Estación Ferroviaria de Nelas, también conocida como Estación de Nelas, es una plataforma de la Línea de Beira Alta, que sirve a la parroquia de Nelas, en el distrito de Viseu, en Portugal.

## Descripción

### Localización y accesos
La estación se localiza junto a la Avenida António Joaquim Henriques, en la localidad de Nelas.

### Vías y plataformas
En enero de 2011, presentaba dos vías de circulación, ambas con 540 metros de longitud; las dos plataformas tenían ambas 311 metros de extensión, y 40 y 35 centímetros de altura.

## Historia

### Inauguración
El tramo de la línea de Beira Alta entre las estaciones de Pampilhosa y Vilar Formoso, en el cual esta plataforma se inserta, entró en servicio, de forma provisional, el 1 de julio de 1882, siendo la línea totalmente inaugurada, entre Figueira da Foz y la frontera con España, el 3 de agosto del mismo año, por la Compañía de los Caminhos de Ferro Portugueses de Beira Alta.

### SigloXX
En 1933, fue instalada una nueva vía transversal, que se unía a la línea del muelle por una placa.